# Odessa Grand Prix
La Odessa Grand Prix es una competición ciclista profesional ucraniana que agrupa varias carreras de un solo día en un solo nombre, que fue creada en 2015 y se disputan a principios del mes de agosto.
Desde su creación están integradas en el UCI Europe Tour, dentro de la categoría 1.2 (última categoría del profesionalismo).

## Palmarés

### Odessa Grand Prix-1
| Año                | Ganador            | Segundo         | Tercero            |
| ------------------ | ------------------ | --------------- | ------------------ |
| 2015               | Oleksandr Polivoda | Matej Mugerli   | Artem Topchanyuk   |
| 2016               | Oleksandr Prevar   | Vitaliy Buts    | Oleksandr Golovash |
| 2017               | Mykhailo Kononenko | Vitaliy Buts    | Oleksandr Polivoda |
| 2018. No disputada |                    |                 |                    |
| 2019               | Matvey Nikitin     | Volodymyr Dzhus | Stanislau Bazhkou  |

### Odessa Grand Prix-2
| Año  | Ganador      | Segundo       | Tercero            |
| ---- | ------------ | ------------- | ------------------ |
| 2015 | Vitaliy Buts | Matej Mugerli | Viesturs Luksevics |

## Palmarés por países
| País       | Victorias |
| ---------- | --------- |
| Ucrania    | 3         |
| Kazajistán | 1         |

| País    | Victorias |
| ------- | --------- |
| Ucrania | 1         |